# Доналдсон (Пенсилванија)
Доналдсон (енгл. Donaldson) насељено је место без административног статуса у америчкој савезној држави Пенсилванија.

## Демографија
По попису из 2010. године број становника је 328, што је 3 (0,9%) становника више него 2000. године.
| Група             | 2000.       | 2010.       |
| Белци             | 322 (99,1%) | 326 (99,4%) |
| Афроамериканци    | 0 (0,0%)    | 0 (0,0%)    |
| Азијати           | 1 (0,3%)    | 0 (0,0%)    |
| Хиспаноамериканци | 1 (0,3%)    | 1 (0,3%)    |
| Укупно            | 325         | 328         |